# Татал (Оклахома)
Татал (енгл. Tuttle) град је у америчкој савезној држави Оклахома.

## Демографија
По попису из 2010. године број становника је 6.019, што је 1.725 (40,2%) становника више него 2000. године.
| Група             | 2000.         | 2010.         |
| Белци             | 3.863 (90,0%) | 5.235 (87,0%) |
| Афроамериканци    | 0 (0,0%)      | 20 (0,3%)     |
| Азијати           | 7 (0,2%)      | 25 (0,4%)     |
| Хиспаноамериканци | 95 (2,2%)     | 208 (3,5%)    |
| Укупно            | 4.294         | 6.019         |